# 1960–1961-es olasz labdarúgókupa
Az 1960–1961-es olasz labdarúgókupa az olasz kupa 14. kiírása. A kupát a Fiorentina nyerte meg második alkalommal.

## Eredmények

### Első forduló
| 1. csapat      | Eredmény       | 2. csapat         |
| -------------- | -------------- | ----------------- |
| Triestina      | 1–0            | Venezia           |
| Verona         | 1–2            | Marzotto Valdagno |
| Alessandria    | 5–0            | Novara            |
| Como           | 2–0 (Te.: 3-2) | Pro Patria        |
| Brescia        | 3–1            | Mantova           |
| Parma          | 2–1            | Monza             |
| Sambenedettese | 2–1            | Reggiana          |
| Genoa          | 1–2            | Prato             |
| Catanzaro      | 0–1            | Foggia            |
| Messina        | 2–0            | Palermo           |

### Második forduló
A fordulóban csatlakozó csapatok: Atalanta, Bari, Bologna, Catania, Internazionale, Lanerossi Vicenza, Lecce, Milan, Napoli, Padova, Roma, Sampdoria, SPAL, Udinese.
| 1. csapat   | Eredmény       | 2. csapat         |
| ----------- | -------------- | ----------------- |
| Udinese     | 0–1            | Triestina         |
| Padova      | 3–0            | Marzotto Valdagno |
| Alessandria | 3–5            | Milan             |
| Como        | 3–2            | Atalanta          |
| Brescia     | 5–4 (hu.)      | Lanerossi Vicenza |
| Parma       | 1–3            | Internazionale    |
| SPAL        | 1–2            | Sambenedettese    |
| Sampdoria   | 3–3 (Te.: 4-3) | Prato             |
| Bari        | 3–1            | Foggia            |
| Catania     | 1–2            | Messina           |
| Bologna     | 4–2 (hu.)      | Lecce             |
| Napoli      | 1–2 (hu.)      | Roma              |

### Nyolcaddöntő
A fordulóban csatlakozó csapatok: Fiorentina, Juventus, Lazio, Torino.
| 1. csapat      | Eredmény  | 2. csapat  |
| -------------- | --------- | ---------- |
| Sambenedettese | 1–4       | Juventus   |
| Messina        | 0–2       | Fiorentina |
| Torino         | 2–1       | Milan      |
| Bari           | 1–2 (hu.) | Sampdoria  |
| Roma           | 3–0       | Bologna    |
| Internazionale | 7–1       | Brescia    |
| Lazio          | 4–0       | Como       |
| Padova         | 1–0       | Triestina  |

### Negyeddöntő
| 1. csapat      | Eredmény | 2. csapat  |
| -------------- | -------- | ---------- |
| Internazionale | 0–1      | Lazio      |
| Padova         | 0–1      | Torino     |
| Sampdoria      | 0–2      | Juventus   |
| Roma           | 4–6      | Fiorentina |

### Elődöntő
| 1. csapat  | Eredmény       | 2. csapat |
| ---------- | -------------- | --------- |
| Fiorentina | 3–1            | Juventus  |
| Lazio      | 1–1 (Te.: 4-3) | Torino    |

### Bronzmérkőzés
| 1. csapat | Eredmény       | 2. csapat |
| --------- | -------------- | --------- |
| Juventus  | 2–2 (Te.: 3-2) | Torino    |

### Döntő
| 1961. június 11. | Fiorentina          | 2 – 0 | Lazio | Stadio Artemio Franchi, Firenze Nézőszám: – Játékvezető: Gino Rigato |
| 1961. június 11. | Petris 4' Milan 81' | (1–0) |       | Stadio Artemio Franchi, Firenze Nézőszám: – Játékvezető: Gino Rigato |

| Az 1960–1961-es olasz labdarúgókupa győztese: |
| --------------------------------------------- |
| Fiorentina 2. cím                             |